# Budzisław (gmina w guberni kaliskiej)
Budzisław (także Budzisław Kościelny; od 1870 Kleczew) – dawna gmina wiejska istniejąca do 1870 roku w guberni kaliskiej. Siedzibą władz gminy był Budzisław.
Za Królestwa Polskiego gmina Budzisław należała do powiatu słupeckiego w guberni kaliskiej. 19 maja?/31 maja 1870 do gminy przyłączono pozbawiony praw miejskich Kleczew, po czym gminę przemianowano na Kleczew.